# 쿠웨이트 타워
쿠웨이트 타워(영어: Kuwait Towers, 아랍어: أبراج الكويت)는 쿠웨이트의 수도 쿠웨이트시티에 있는 철근 콘크리트로 만든 3개의 타워다. 첫 번째 타워는 높이가 187m에 달하며 레스토랑과 급수탑으로 사용된다. 123m에 달하는 높이에 30분마다 한 번 회전하는 원형 전망대(Viewing Sphere)도 있다. 두 번째 타워는 높이가 145.8m에 달하며 급수탑으로 사용된다. 세 번째 타워는 전력 공급을 제어하는 장치가 있다.

## 역사
3개의 타워는 건축 구상은 1962년부터 시작되었다. 1975년부터 건설이 시작되어 1979년 3월에 완성했다. 이 3개의 타워는 다목적으로 사용되고 있다.

## 같이 보기
- 리버레이션 타워 (쿠웨이트)